# الترويج النانوي
الترويج النانوي يشير إلى نهجٍ يقع ضمن الاتصالات التسويقية والعلاقات العامة وتأثير جماعات الضغط ويستخدم تكتيكاتٍ خاصة ذات طابعٍ شخصي مفصل بمنتج معين أو قضية بعينها كنقطة انطلاق لحملات إستراتيجية أكثر شمولية. وهو يقوم على مبادئ علم النفس الاجتماعي وقابل للتطبيق عن طريق تكنولوجيات وسائل الإعلام الاجتماعية.

## نشأة المصطلح
كانت المدوِّنة الأمريكية آن هولند العاملة بمجال التسويق هي أول من صاغ هذا المصطلح، حيث كان ذلك في مدونتها ماركيتنج شيربا (MarketingSherpa)، في مقالٍ  في 6 أكتوبر 2008. وبالنسبة لهولند؛ كان الترويج النانوي هو الأثر العملي لمفهوم التسويق شديد الانتقائية.

## تعريف أشمل وتطبيقٌ أوسع للمصطلح
وسع الكاتب البريطاني ومستشار الحملات دان فوكس تعريف ذلك المصطلح ليغطي نطاقًا أوسع من تخصصات الاتصالات والخدمات وذلك في مقال في 19 فبراير 2009، على مدونة «باب أفيرز» (PubAffairs) , المختصة بتدعيم شبكات العلاقات العامة.
حيث عرَّف الترويج النانوي بأنه التعزيز التكتيكي للأفكار والرسائل، مصمم خصيصًا لأفراد أو مجموعات مختارة، وذلك بهدف تشجيع الحملة على النمو وبناء قوة دافعة من وراء جمهورٍ محدود ومرَّكز، وهو ما أصبح متاحًا نتيجة الآثار المتضاعفة لتكنولوجيات الاتصال ووسائل الإعلام الاجتماعية.
وفي مارس 2009، تم استخدام المصطلح على مدوَّنة تسويق أخرى تسمى «دي إم هورايزونز» (dm horizons)  وذلك لوصف رفض فريق حملة تسويق السيارة الاقتصادية الهندية الصنع «نانو» استخدام التلفزيون مقابل تفضيل استخدام غرف الدردشة وشريط الأخبار والنوافذ المنبثقة والفيسبوك وأوركت والمدونات والتسويق الشفهي - ضمن جملة وسائل أخرى. حيث وصفت دي إم هورايزونز ذلك بأنه «ترويج نانوي للنانو».